# Turn it up (canción de Daniela Castillo)
«Turn it up» (en español: «Levántate») es el primer sencillo promocional del tercer álbum del mismo nombre, "Turn it up" de la cantante chilena Daniela Castillo, disco que se lanzó en el primer semestre de 2013. El sencillo es lanzado el 23 de noviembre de 2012 en Internet a través de las redes sociales con la publicación de la canción en Youtube y el 14 de diciembre es lanzada en las principales radios de Chile. La canción fue producida en Orlando (Florida) y es la primera que Daniela canta en el idioma inglés, con sonidos electrónicos y hip hoperos, en conjunto con el cantante Freakazoid, al punto que se compara con producciones de Jennifer Lopez.

## Presentaciones
El 19 de noviembre de 2012, Daniela se presenta por primera vez en el programa Sin Dios ni late del canal por cable Zona Latina (Chile) donde promociona el nuevo sencillo "Turn it Up" con un baile intenso que incluye a bailarines en sus coreografías., es la primera vez que Daniela presenta su sencillo, pero el lanzamiento oficial es por las redes sociales y lo hace el 23 de noviembre de 2012, donde también se presenta en el programa juvenil Calle 7 del canal que la vio crecer profesionalmente, Televisión Nacional de Chile, donde baila con su elenco de bailarines y además canta una nueva versión electrónica de su primer éxito musical "Tú volverás".
El 19 de diciembre de 2012, Daniela es invitada al programa Mentiras verdaderas de La Red (canal de televisión chilena) donde se refirió a su situación sentimental y enseña su nuevo sencillo "Turn it up" con una presentación coreográfica y 6 bailarines en escena. En el mismo canal, pero en el programa Mujeres primero, en el capítulo del 11 de febrero de 2013, Daniela desayuna con las animadoras para presentar su nuevo sencillo y comentar diferentes hechos de su carrera y vida amorosa.
En el reality show chileno "Mundos opuestos 2", capítulo 18 del día martes 5 de febrero de 2013 Daniela realiza una presentación a los chicos del Paraíso, convertida en una bomba sexy y bailando tan bien como Jennifer Lopez que la llevó a ganarse los elogios de los participantes.
El 13 de febrero de 2013, continuando con sus presentaciones en los principales programas de los canales de televisión de Chile, Daniela es invitada a Bienvenidos de Canal 13 junto a otros de sus excompañeros de Rojo para hablar de los secretos que el programa tenía en su momento, teniendo la oportunidad de hacer la presentación de "Turn it Up" en vivo y frente a las pantallas del canal.

## En programas de televisión
En el primer semestre de 2013 la canción es usada como fondo musical en el reality show chileno "Mundos opuestos 2" cada vez que Daniela Castillo visitaba a los habitantes del Paraíso para hacerles clases de canto.
En la telenovela chilena Las Vega's, la canción es utilizada como fondo musical en escenas donde los personajes trabajan en el club nocturno femenino.

## Formato y Lista de canciones
| CD promocional |                                 |          |  |
| N.º            | Título                          | Duración |  |
| 1.             | «Turn It Up» (feat. Freakazoid) | 03:53    |  |
| 03:53          |                                 |          |  |

| Descarga digital |                                 |          |  |
| N.º              | Título                          | Duración |  |
| 1.               | «Turn It Up» (feat. Freakazoid) | 03:53    |  |
| 03:53            |                                 |          |  |

| Con Toda la Fuerza de la Música, Vol. 1. |              |          |  |
| N.º                                      | Título       | Duración |  |
| 7.                                       | «Turn It Up» | 03:54    |  |
| 31:42                                    |              |          |  |

## Créditos
- Daniela Castillo - Vocalista
- Freakazoid - Acompañante
- Felipe Yanzon - Letras
- Javier Domínguez - Producción ejecutiva
- Felipe Yanzon - Producción musical